# Elitserien i volleyboll för damer 2001/2002
Elitserien i volleyboll för damer 2001/2002 var den 41:e upplagan av tävlingen och hade nio deltagande lag. Katrineholms VK blev svenska mästare.

## Grundserien[2]
| Lag                    | Matcher | Vunna matcher | Förlorade matcher | Vunna set | Förlorade set | Poäng |
| ---------------------- | ------- | ------------- | ----------------- | --------- | ------------- | ----- |
| Katrineholms VK        | 16      | 15            | 1                 | 45        | 8             | 30    |
| Örebro VBS             | 16      | 13            | 3                 | 43        | 16            | 26    |
| Elverket               | 16      | 11            | 5                 | 38        | 18            | 22    |
| IKSU                   | 16      | 11            | 5                 | 36        | 24            | 22    |
| Engelholms VS          | 16      | 9             | 7                 | 32        | 32            | 18    |
| Kolbäcks VK            | 16      | 4             | 12                | 19        | 42            | 8     |
| Svedala VBK            | 16      | 3             | 13                | 18        | 44            | 6     |
| Ållebergsgymnasiets VK | 16      | 2             | 14                | 14        | 44            | 4     |
| Vallentuna VK          | 16      | 0             | 0                 | 0         | 0             | 0     |

      Kvalificerade för slutspel.
      Nerflyttade till Division 1.